# Distrito de Yōrō (Gifu)
El distrito de Yōrō (養老郡 Yōrō-gun?) es un distrito localizado en la prefectura de Gifu, Japón. En octubre de 2019 tenía una población estimada de 27.069 habitantes y una densidad de población de 374 personas por km². Su área total es de 72,29 km².

## Localidades
- Yōrō